# Філософська психологія
Філософська психологія - всебічне вивчення людських «психе» ( дав.-гр. ψυχή   - душа ) й особистості, засноване на об'єднанні емпіричного, клінічного і теоретичного підходів. Дана дисципліна поєднує елементи філософської та теологічної антропології, включаючи етичні та релігійні традиції, що лежать в основі цих форм пізнання. Філософська психологія розвивається створеним 1963 року відділом 24 Американської Психологічної Асоціації під назвою «Товариство теоретичної і філософської психології» (Society for Theoretical and Philosophical Psychology), що нараховує сьогодні більше 500 членів. В рамках цієї дисципліни досліджуються і обговорюються психологічні теорії, а також питання, пов'язані із взаємодією психологічної науки і філософії . У відділ 24 АПА входять представники  найрізноманітніших психологічних субдисциплін. Їх об'єднує інтерес до філософії науки і психології. Товариство теоретичної і філософської психології випускає свій науковий щоквартальний журнал під назвою «The Journal of Theoretical and Philosophical Psychology». Публікації в цьому журналі торкаються онтологічних, епістемологічних, етичних та критичних тем в рамках психології. Питання, що стосуються взаємодії філософії та психологічної науки, також висвітлюються в міждисциплінарному журналі «Philosophical Psychology», що виходить 6 разів на рік. Крім психологів та філософів, його авторами й читачами є лінгвісти, біологи, соціологи, антропологи, психіатри, фахівці у сфері обчислювальної техніки та нейронаук .